# Kepler-431d
Kepler-431d es un planeta extrasolar que forma parte de un sistema planetario formado por al menos tres planetas. Orbita la estrella denominada Kepler-431. Fue descubierto en el año 2015 por la sonda Kepler por medio de tránsito astronómico.